# Gmina Zdenci
Gmina Zdenci (chorw. Općina Zdenci) – gmina w Chorwacji, w żupanii virowiticko-podrawskiej. W 2011 roku liczyła 1904 mieszkańców.

## Miejscowości
Miejscowości wchodzące w skład gminy Zdenci:
- Bankovci
- Donje Predrijevo
- Duga Međa
- Grudnjak
- Kutovi
- Obradovci
- Slavonske Bare
- Zdenci
- Zokov Gaj